# يهود أوربا الشرقية

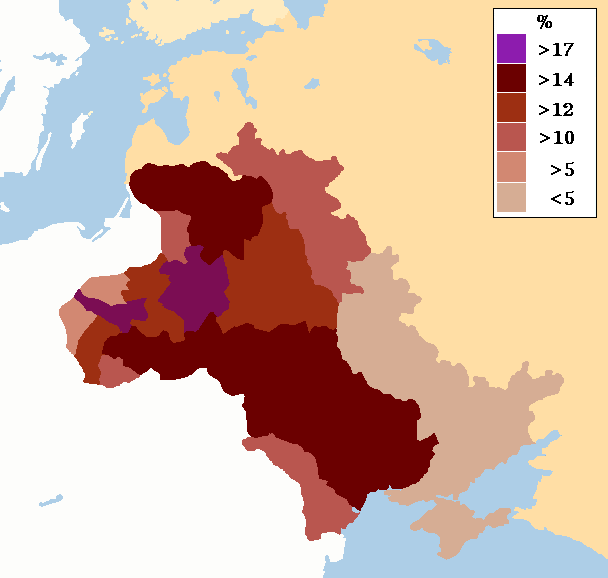
كثافة الاستيطان اليهودي في الموشاف عام 1905

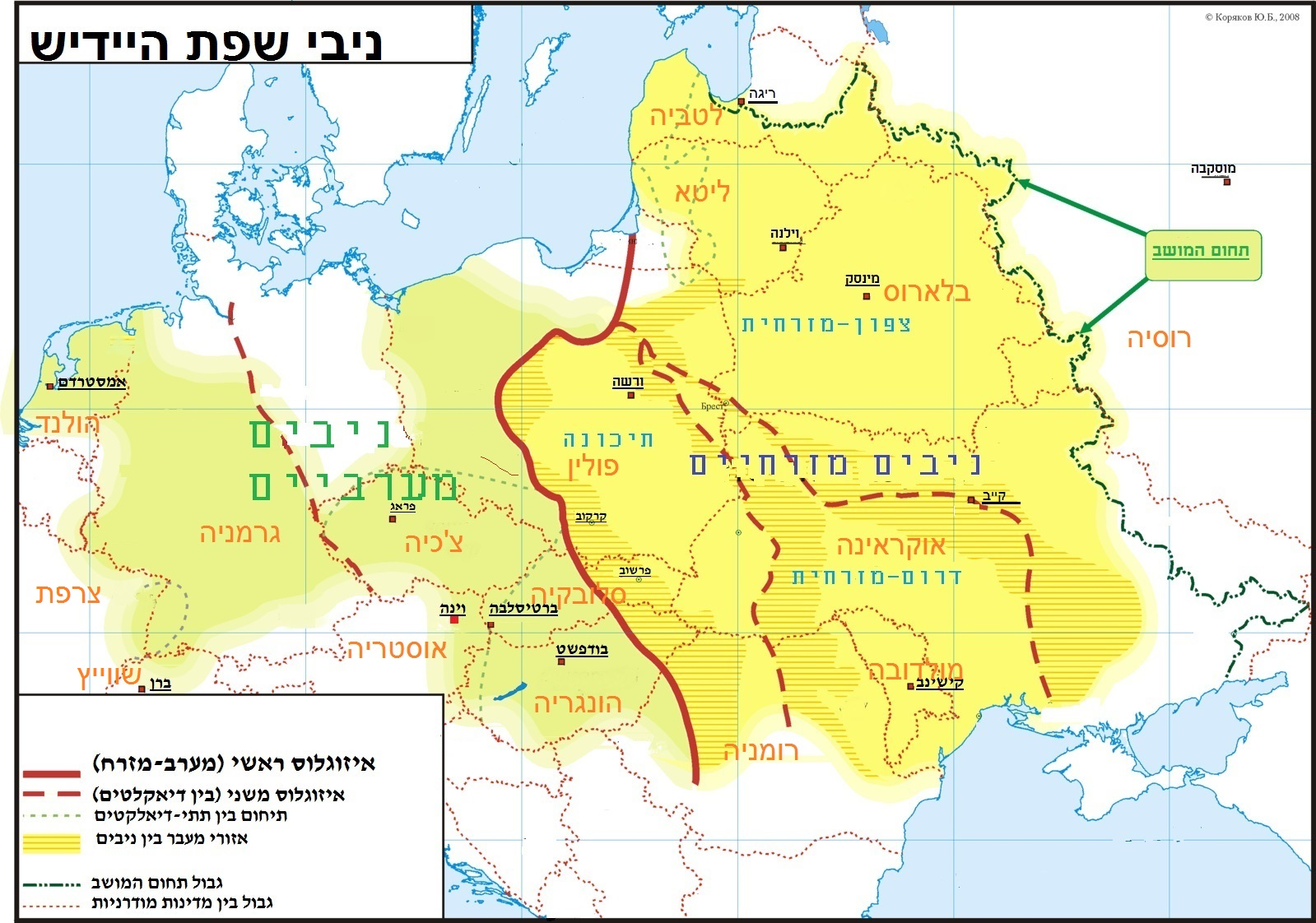
النص العبري: تغطي المنطقة الصفراء توزيع يهود الاتحاد البولندي الليتواني وأماكن إقامتهم الأصلية ومناطق هجرتهم.

تعبير «يهود أوروبا الشرقية» له معنيان. يشير المعنى الأول إلى المجالات السياسية الحالية لدول أوروبا الشرقية، ويشير الثاني إلى الجاليات اليهودية في روسيا وبولندا. أستُخدمت عبارة «يهود أوروبا الشرقية» أو «يهود الشرق» (من الألمانية: أوستجودين) خلال القرن التاسع عشر في الإمبراطورية الألمانية وفي المقاطعات الغربية للإمبراطورية النمساوية المجرية، بهدف التمييز بين اليهود المندمجين في وسط أوروبا من أولئك الموجودين في الشرق. تتناول هذه الميزة المعنى الثاني لمفهوم يهود أوروبا الشرقية - الجماعات اليهودية التي عاشت في بولندا وأوكرانيا وبيلاروسيا ولاتفيا وليتوانيا وإستونيا وروسيا ورومانيا والمجر ومولدوفا الحديثة في الاستيطان الجماعي (من العبرية: كيبوتس- קיבוץ). كثير منهم يتحدثون اليديشية.
في بداية القرن العشرين، عاش أكثر من 6 ملايين يهودي في أوروبا الشرقية. منتظمين في مجتمعات كبيرة وصغيرة، يعيشون في مدن كبيرة مثل وارسو (يبلغ عدد سكانها حوالي 300000 يهودي) وفي مدن صغيرة مع عشرات أو مئات اليهود فقط.

## منذ بداية الاستيطان اليهودي حتى القرن الثامن عشر

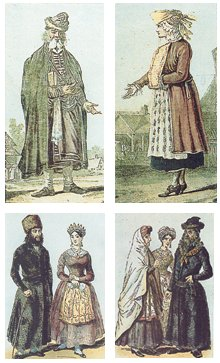
يهود بولنديون يرتدون ملابس نموذجية - القرن السابع عشر (أعلى)، القرن الثامن عشر (أسفل)

بدأت أول مستوطنة يهودية في أوروبا الشرقية في مستعمرة على شواطئ البحر الأسود خلال القرن الأول. كانت المستوطنة، التي كانت تقع في شمال البحر الأسود، هي المستوطنة اليهودية الوحيدة في أوروبا الشرقية حتى القرن السابع. خلال تلك الفترة بدأ اليهود يهاجرون إلى الشرق باتجاه دولة الخزر. جاء اليهود المهاجرون من بيزنطة ودول إسلامية، ونالوا، مثل المسيحيين والمسلمين، حقوقهم الدينية والقانونية الكاملة هناك. في نهاية القرن العاشر، انهارت دولة الخزر وانتقل مركز الثقل اليهودي في أوروبا الشرقية إلى إمارة كييف. كانت كييف المركز السياسي والثقافي لدوقيات روسيا الجنوبية البدائية. لعب اليهود دورًا مهمًا في التجارة الخارجية للمدينة حتى نهاية القرن الحادي عشر ثم من القرن الثاني عشر جنبًا إلى جنب مع بقية دول أوروبا الوسطى. يهود كييف هم مرسلو ومستقبلو الرسائل التي تم العثور عليها بين جنيزا القاهرة.
خلال نهاية القرن الثاني عشر وبداية القرن الثالث عشر، بدأت المجتمعات اليهودية المنظمة في أوروبا الشرقية في التكون. نشأ النمو السكاني بشكل رئيسي من الهجرات الكبيرة من أوروبا الوسطى. حتى اليهود غير الأشكناز استقروا في أوروبا الشرقية، لكن عددهم كان صغيرًا نسبيًا، وكان تأثيرهم على الطابع الاجتماعي والثقافي لليهود في أوروبا الشرقية هامشيًا. في بداية القرن السادس عشر، قدر عدد اليهود في أوروبا الشرقية بما يتراوح بين 10000 و 30000 نسمة. تحدثت بعض مجتمعاتهم لغة ليشون كنعان واحتفظوا بمختلف التقاليد والعادات غير الأشكنازية الأخرى. في أجزاء من أوروبا الشرقية، قبل وصول اليهود الأشكناز من أوروبا الوسطى، كان هناك بعض اليهود غير الأشكناز الذين تحدثوا ليشون كنعان وكان لديهم العديد من التقاليد والعادات غير الأشكنازية. في وقت مبكر من بداية القرن 17، كان من المعروف أن هناك يهود يعيشون في المدن اليتوانية تحدثوا «روسي» (بالعبرية: רוסיתא) ولم تعرف «اللغة الأشكنازية»، أي الألمانية اليديشية. في عام 1966، تساءل المؤرخ سيسيل روث عن إدراج جميع اليهود الناطقين باللغة الييدية على أنهم أشكناز في النسب، مشيرًا إلى أنه عند وصول اليهود الأشكناز من أوروبا الوسطى إلى أوروبا الشرقية، من العصور الوسطى إلى القرن السادس عشر، كان هناك عدد كبير بالفعل من اليهود هناك، الذين تخلوا فيما بعد عن ثقافتهم الأصلية لصالح الثقافة الأشكنازية. ومع ذلك، وفقًا لأحدث الأبحاث، حدثت هجرات جماعية لليهود الأشكناز الناطقين باليديشية إلى أوروبا الشرقية من الغرب والتي زادت بسبب ارتفاع معدلات المواليد واستوعبت و/ أو استبدلت إلى حد كبير المجموعات اليهودية السابقة غير الأشكناز في أوروبا الشرقية (قدّر الخبير الديموغرافي سيرجيو ديلا بيرجولا أعداد المجموعات الأخيرة بأنها صغيرة). في منتصف القرن الثامن عشر، ارتفع عدد اليهود إلى حوالي 750.000. خلال هذه الفترة، كان ثلث يهود أوروبا الشرقية يعيشون في مناطق تقطنها أغلبية بولندية. عاش بقية اليهود بين الشعوب الأخرى، وخاصة في البيئات الأوكرانية وليتوانية الروسية. كانت الزيادة العددية بسبب الهجرة الجماعية لليهود الأشكناز الناطقين باليديشية من أوروبا الوسطى إلى أوروبا الشرقية بدءًا من العصور الوسطى حتى القرن السادس عشر، فضلاً عن ارتفاع معدل المواليد بين هؤلاء المهاجرين. تشير الدلائل الجينية أيضًا إلى أن يهود أوروبا الشرقية الناطقين باليديشية ينحدرون إلى حد كبير من اليهود الأشكناز الذين هاجروا من وسط أوروبا، وبالتالي عانوا من ارتفاع معدلات المواليد والعزلة الجينية.
في منتصف القرن الثامن عشر، كان ثلثا السكان اليهود في أوروبا الشرقية يعيشون في مدن أو بلدات، وثلثهم يعيشون في قرى - وهي ظاهرة فريدة نادرًا ما توجد في أوروبا الغربية. في كل قرية يعيش فيها اليهود، كانت هناك عائلتان يهوديتان فقط في المتوسط، ولا يوجد أكثر من عشرة يهود. في معظم التجمعات الحضرية التي كانوا يعيشون فيها، كان عدد السكان اليهود في المتوسط نصف عدد السكان. ويترتب على ذلك أنه كانت هناك أغلبية يهودية في العديد من المدن. وقد اشتدت هذه الحقيقة على مر السنين، مع زيادة نسبة اليهود في المدن والبلدات، وبالتالي نشأت ظاهرة «شتتل» - «المدينة اليهودية»، التي كان جزء كبير منها يهوديًا، وكان طابعها الثقافي اليهودي بارز.

### الاقتصاد والتجارة
اشتغل اليهود في التجارة والحرف المختلفة، مثل الخياطة والنسيج ومعالجة الجلود وحتى الزراعة. كان النشاط الاقتصادي ليهود أوروبا الشرقية مختلفًا عن نشاط يهود أوروبا الوسطى والغربية: في أوروبا الشرقية، طور اليهود تخصصات في التجارة والتأجير والحرف، والتي نادرًا ما توجد في أوروبا الغربية. كان ليهود أوروبا الشرقية أيضًا قدرًا كبيرًا من المشاركة في الأمور الاقتصادية التي لم يتعامل معها اليهود في وسط وغرب أوروبا على الإطلاق.
حتى منتصف القرن السابع عشر مع أعمال شغب القوزاق عام 1648 على السكان اليهود، عاش يهود أوروبا الشرقية في بيئة مريحة نسبيًا مكنتهم من الازدهار. كان اليهود في الغالب يتمتعون بحرية اقتصادية وشخصية ودينية واسعة. وهكذا، على سبيل المثال، فإن عمليات الترحيل، وحجز ومصادرة الممتلكات اليهودية، وإلغاء الديون المالية لغير اليهود لليهود، والتي كانت شائعة في أوروبا الغربية، نادراً ما كانت موجودة في الشرق. على الرغم من الامتيازات، كانت هناك أيضًا تعبيرات كراهية تجاه اليهود. هذه الظاهرة وصفها حكيم يهودي اسمه شلومو ميمون:
«من الممكن ألا يكون هناك بلد آخر غير بولندا، تتساوى فيه حرية الدين وكراهية الدين. يُسمح لليهود بالحفاظ على دينهم بحرية مطلقة، وقد تم تخصيص بقية الحقوق المدنية لهم، ولديهم حتى محاكمهم الخاصة. وعلى عكس ذلك، تجد أن الكراهية الدينية كبيرة جدًا إلى حد هذا الأمر، فإن كلمة» يهودي«مكروهة».

### الحياة التقليدية
كان مقدار دراسة التوراة بين يهود أوروبا الشرقية في بداية استيطانهم ضئيلاً. ونتيجة لذلك، فإن العديد من شرعية، أقيمت ل (بالعبرية: הלכתיות) وقد تناولت الأسئلة والمشاكل الحاخامات وعلماء التوراة في ألمانيا وبوهيميا والتي كانت على مقربة منهم. منذ القرن السادس عشر، تم إنشاء مراكز دراسة فاخرة في أوروبا الشرقية، حيث بدأت الحركة الحسيدية في التطور أيضًا.

### الهيكل الاجتماعي
بني الهيكل الاجتماعي اليهودي في أوروبا الشرقية من المجتمعات ومن منتصف القرن السادس عشر إلى عام 1764، كانت المؤسسات المركزية، بما في ذلك المؤسسات المجتمعية، للقيادة الذاتية في أوروبا الشرقية تعمل. كانت المؤسستان الرئيسيتان هما لجنة الدول الأربع ومجلس الدولة الليتواني. كان دور اللجان هو جمع الضرائب من الجاليات اليهودية وتسليمها إلى السلطات. لاحقًا أخذوا على عاتقهم تمثيل الجالية اليهودية أمام الحكام الأجانب لتلك البلدان. وبالإضافة إلى ذلك، كانت لجنة السلطة القضائية على القوانين الداخلية وهالاشوت (بالعبرية: הלכות) داخل المجتمعات اليهودية.
كان مجلس الأراضي الأربعة أعلى مؤسسة بين اللجان. كانت اللجنة مكونة من سبعة قضاة حاخامين عندما كان رئيسهم ممثلًا دائماً لمجتمع لوبلان. وكان أعضاء اللجنة الآخرون ممثلين عن مدن بوزنان وكراكوف ولفوف. وتشير الوثائق التاريخية التي تحمل توقيع اللجنة إلى أنه في فترات معينة تم توسيع اللجنة لتمثل جميع الطوائف المهمة في المملكة، ثم اقترب عدد النواب من ثلاثين. في البداية، اجتمعت اللجنة في لوبلين، مما أعطى المدينة مكانة مركز يهودي من الدرجة الأولى. هذا المؤتمر الذي استمر حوالي أسبوعين، عُقد مرة واحدة في السنة خلال فصل الشتاء، حيث تم تنسيق أكبر معرض تجاري في المدينة. في فترة لاحقة، عُقد المؤتمر مرتين في السنة: لقاء شتوي في لوبلان ومؤتمر صيفي في مدينة ياروسلاف في غاليسيا.

## من أواخر القرن الثامن عشر إلى بداية القرن العشرين
في أواخر القرن الثامن عشر، قسم يهود أوروبا الشرقية إلى منطقتين جغرافيتين رئيسيتين: مستوطنة تسيطر عليها الإمبراطورية الروسية، ومنطقة غاليسيا تحت سيطرة الإمبراطورية النمساوية المجرية.

### التسوية
تركت الأقسام الثلاثة لبولندا (أولاً في عام 1772، ثم في عام 1793، وأخيراً في عام 1795) الجزء الآري من يهود بولندا تحت سلطة الإمبراطورية الروسية. تبين أن الحكومة الروسية كانت أقل تسامحًا مع اليهود، وفُرضت قيود على اليهود أكثر من بقية الشعب البولندي. في عام 1791، أنشأت كزارينا يكاترينا العظيم منطقة المستوطنة («الموشاف») في الأطراف الغربية للإمبراطورية، حيث سُمح لليهود فقط بالعيش. شملت الموشاف معظم الأراضي السابقة لبولندا وليتوانيا، والتي كانت مأهولة بتجمعات من اليهود. أدى تقييد هذه الحدود إلى اقتلاع وترحيل يهود موسكو وسانت بطرسبرغ إلى الحدود الشرقية للبلاد، وهو ما كان أحد الأهداف الرئيسية للسلطات). لاحقًا، مُنع يهود كييف أيضًا من العيش في مدينتهم، على الرغم من أن كييف نفسها أُدرجت في «منطقة المستوطنة».
في بداية القرن العشرين، كان يعيش في روسيا القيصرية أكثر من خمسة ملايين يهودي، يتركز 90٪ منهم في منطقة المستوطنة وحوالي ثلاثة ملايين يهودي يعيشون في حدود بولندا السابقة. وفقًا لتقديرات مختلفة، كان يهود أوروبا الشرقية في بداية القرن العشرين يشكلون 80٪ من يهود العالم.

### غاليسيا
جالية يهودية كبيرة أخرى في أوروبا الشرقية كانت غاليسيا، المنطقة التي أعطيت للنمسا في تقسيم بولندا. قرب نهاية القرن التاسع عشر، كان الإمبراطور فرانز جوزيف يعتزم «تثقيف» اليهود من خلال إنشاء شبكة من المدارس للدراسات العامة. أيد بعض اليهود هذا الهدف، لكن معظمهم عارضه. نشأت مقاومة أخرى عندما جرت محاولة لتوطين اليهود على الأرض.
اشتهر يهود غاليسيا بالألتزام الديني، وقد قاتلوا بشدة ضد التنوير وضد محاولات «استيعابهم» ثقافيًا. كما كانت هناك مواجهة حادة بين مؤيدي الحسيدية ومعارضيها (المسناغديم). في النهاية انتصرت الحسيدية وأصبحت الحركة المهيمنة بين يهود غاليسيا.
في عام 1867، مُنح يهود غاليسيا المساواة الكاملة في الحقوق، وبالتالي كانوا أول من تحرر بين يهود أوروبا الشرقية. ازدهرت الحركة الصهيونية في غاليسيا. خلال القرن التاسع عشر وبداية القرن العشرين، قبل الحرب العالمية الأولى، ازدهرت الجالية اليهودية في غاليسيا. نُشر فيها عدد كبير من الكتب والقصائد، وانخرط فيها كثير من حكماء التوراة، وظهرت الصهيونية والثقافة اليديشية. في بداية القرن العشرين، بلغ عدد اليهود في غاليسيا أكثر من 800 ألف.

## معاداة السامية
كانت معاداة السامية في سويسرا في السنوات ما بين الحربين العالميتين الأولى والثانية موجهة في الغالب نحو ما يسمى أوستجودن الذين كان يُنظر إليهم على أنهم يرتدون ملابس وثقافة أجنبية. في الواقع، أوستجودين المذكورة صراحة هاينريش روتموند، رئيس الشرطة الفدرالية السويسرية الغريبة: «... نحن لسنا مثل هذه الوحوش المرعبة بعد كل شيء. لكننا لا نسمح لأي شخص بالسير فوقنا، ولا سيما اليهود الشرقيون، الذين، كما هو معروف، يحاولون ويحاولون مرة أخرى أن يفعلوا ذلك بالضبط، لأنهم يعتقدون أن الخط المستقيم معوج، فمن المحتمل أن يكون موقفنا هنا اتفاق كامل مع شعبنا السويسري».
مع تصاعد معاداة السامية في ألمانيا بعد الحرب العالمية الأولى، انقسمت المشاعر بين اليهود الألمان على يهود أوروبا الشرقية الناطقين باليديشية. أصبح بعض اليهود الألمان، الذين تصارعوا مع فكرة هويتهم الألمانية الخاصة، أكثر قبولًا للهوية المشتركة مع يهود الشرق. صور الروائي النمساوي جوزيف روث مصائب يهود أوروبا الشرقية في أعقاب الحرب العالمية الأولى في روايته «اليهود المتجولون». بعد إقرار قوانين نورمبرغ في عام 1935، قال روث إن النموذج الأصلي لـ «اليهودي المتجول» امتد الآن إلى الهوية اليهودية الألمانية الذي وصفه بأنه «أكثر بلا مأوى حتى من ابن عمه في لودز».